# Søren Sætter-Lassen
Søren Sætter-Lassen (født 11. juli 1955 i Horsens) er en dansk skuespiller, som er uddannet fra Odense Teater i 1978 og medstifter af Grønnegårds Teatret i 1982.

## Baggrund
Han voksede op på Viadukt Allé i Hellerup hos forældrene Karin Sætter-Lassen og Ib Sætter-Lassen, som var hhv. tøjdesigner og forretningsmand. Han blev student fra Gentofte Statsskole i 1973 og uddannet skuespiller ved Odense Teater i 1975-1978.

## Karriere
Som nyuddannet skuespiller arbejdede Sætter-Lassen videre på Odense Teater til 1982, hvorpå han var med til at oprette Grønnegårds Teatret, som han var kunstnerisk leder for til 1991 (sammen med Christian Steffensen). I samme periode arbejdede han også som freelance-skuespiller.
Han har spillet en række karakterroller på flere teatre. Bedst huskes han nok for sine præstationer på Det kongelige Teater, hvor han har været fastansat siden 1990. Her har han medvirket i bl.a. Lang dags rejse mod nat, På Herrens mark, Don Ranudo, Don Carlos, Onkel Vanja, Jean de France, Tartuffe, Richard III og Fanny og Alexander. Af andre forestillinger han har medvirket i kan nævnes Onsdag på Bristol Teatret Klassefjenden på Aveny Teatret Mercedes på Rialto Teatret Glengarry Glen Ross på Betty Nansen Teatret og Gud bevare Danmark på Østre Gasværk Teater.
Fra tv huskes han måske bedst for sine roller i serierne Een stor familie, Mor er major, Kald mig Liva, Bryggeren, TAXA og Rejseholdet. Han har desuden lagt stemme til Tintin og figurer fra Dyrene fra Lilleskoven samt er stemmen bag de danske tv-reklamer for Volkswagen. I 2018 medvirkede han i tv-serien Badehotellet på TV 2 i rollen som vekselerer Molin. I serien medvirkede også hans søn Jens i rollen som Jesper.
7. september 2012 brækkede han underbenet og fik brud på flere ryghvirvler, da en scenevæg styrtede ned over ham under prøver til forestillingen Lulu i Skuespilhuset. Denne episode medførte sammen med en række andre uheld med skader på skuespillere, at reglerne om sikkerhedsforhold for teater- og filmopsætning er blevet skærpet.
I 1999 modtog han Teaterpokalen, og har senere modtaget fem Reumerter[kilde mangler] og i januar 2013 blev han Kommandør af Dannebrogordenen.

## Privatliv
Han dannede i en årrække par med kollegaen Vibeke Hastrup, med hvem han har to sønner, Jens og Mads.
I juni 2014 blev det offentliggjort, at han var forlovet med forfatteren Christel Wiinblad.
Siden 2017 har han dannet par med Helle Bøgeskov.

## Film i uddrag

### Spillefilm
| År   | Titel                           | Rolle              | Noter               |
| ---- | ------------------------------- | ------------------ | ------------------- |
| 1980 | Øjeblikket                      | Ung mand på apotek |                     |
| 1988 | Ved vejen                       | Løjtnant           |                     |
| 1991 | De nøgne træer                  | Digteren           |                     |
| 1993 | Sort høst                       | Isidor Seemann     | Stemme              |
| 1997 | Det store flip                  | Svend Erik, lærer  |                     |
| 1999 | I Kina spiser de hunde          | Henning            |                     |
| 1999 | Dybt vand                       | Peter Engdahl      | Miniserie i to dele |
| 2001 | Et rigtigt menneske             | Livredder          |                     |
| 2002 | Jeg er Dina                     | Lorch              |                     |
| 2003 | En gammel bamses fortælling     |                    |                     |
| 2005 | Oskar og Josefine               | Mads Skrædder      |                     |
| 2009 | De vilde svaner                 | Ærkebiskop         |                     |
| 2010 | Olsen-banden på de bonede gulve | Hallandsen         |                     |
| 2011 | Klassefesten                    | Læge               |                     |
| 2012 | Marie Krøyer                    | P.S. Krøyer        |                     |
| 2016 | Der kommer en dag               | Lærer Aksel        |                     |

### Serier
| År      | Titel            | Rolle            | Noter |
| ------- | ---------------- | ---------------- | ----- |
| 1982-83 | Een stor familie | Jan Madsen       |       |
| 1985    | Mor er major     | Blågaard, soldat |       |
| 1992    | Kald mig Liva    | Georg Rygaard    |       |
| 1996-97 | Bryggeren        | Carl Jacobsen    |       |
| 1997    | TAXA             | Pusher           |       |
| 2001    | Rejseholdet      | Bilisten         |       |
| 2018-24 | Badehotellet     | August Molin     |       |

## Hæderspriser
- Teaterpokalen – 1999
- Reumert for årets mandlige birolle i stykket Don Carlos – 2000
- Lauritzen-prisen – 2006
- Reumert for årets mandlige hovedrolle i stykket Richard III – 2010
- Reumert for årets mandlige hovedrolle i stykket Faderen - 2014